# Philippe Burgio
Philippe Burgio est un footballeur français né le 12 février 1965 à Marseille (Bouches-du-Rhône).

## Biographie
Ce joueur a évolué comme défenseur  principalement à Valenciennes, Sète et Toulon. 
Il a entamé une carrière d'entraîneur après avoir raccroché les crampons. En janvier 2002, il est diplômé du DEF (Diplôme d'entraîneur de football). 
Il dirige ensuite l'équipe des 18 ans de Marseille.

## Carrière de joueur
- 1983-1984 : INF Vichy
- 1984-1985 : SC Toulon (D1)
- 1985-1987 : US Valenciennes-Anzin (D2)
- 1987-1989 : CO Le Puy (D2)
- 1989-1991 : FC Sète (D2)
- 1991-1993 : RC Ancenis (D2)
- 1993-1995 : SC Toulon (National)[2]

## Source
- Col., Football 1985-1986, Les Guides de l'Equipe, 1985, cf. page 35